# لودنهام، نیو ساوت ولز
لودنهام (به انگلیسی: Luddenham) یک حومه شهر در استرالیا است که در نیو ساوت ولز واقع شده‌است.